# Olympische Jugend-Sommerspiele 2014/Teilnehmer (Libanon)
| Gelbes Symbol für Goldmedaillen mit stilisierten Olympischen Ringen | Graues Symbol für Silbermedaillen mit stilisierten Olympischen Ringen | Braundes Symbol für Bronzemedaillen mit stilisierten Olympischen Ringen |
| ------------------------------------------------------------------- | --------------------------------------------------------------------- | ----------------------------------------------------------------------- |
| —                                                                   | —                                                                     | —                                                                       |

Die Jugend-Olympiamannschaft aus dem Libanon für die II. Olympischen Jugend-Sommerspiele vom 16. bis 28. August 2014 in Nanjing (Volksrepublik China) bestand aus vier Athleten. Sie konnten keine Medaille gewinnen.

## Athleten nach Sportarten

### Fechten
Jungen
- Antonie El-Choueiri
Florett Einzel: 13. Platz

### Leichtathletik
Mädchen
- Sara Kortbawi
800 m: 17. Platz

### Schwimmen
Mädchen
- Chrystelle Doueihy
400 m Freistil: 33. Platz (Vorrunde)
800 m Freistil: 25. Platz

### Taekwondo
Jungen
- Eric Melki
Klasse bis 55 kg: 5. Platz